# بيت الأشباح (فلم)
بيت الأشباح هو فيلم مصري تم إنتاجه عام 1951، من إخراج فطين عبد الوهاب و بطولة كمال الشناوي و إسماعيل ياسين و عبد الفتاح القصري.

## تمثيل
- كمال الشناوي
- إسماعيل ياسين
- عبد الفتاح القصري
- سراج منير
- ميمي شكيب
- ثريا حلمي
- رياض القصبجي

## روابط خارجية
- مقالات تستعمل روابط فنية بلا صلة مع ويكي بيانات